# Липа срібляста (пам'ятка природи)
Ли́па срібля́ста — ботанічна пам'ятка природи місцевого значення в Україні. Розташована в межах Сокирянського району Чернівецької області, на захід від міста Сокиряни. 
Площа 0,7 га. Статус присвоєно згідно з рішенням 17-ї сесії обласної ради ХХІІІ скликання від 20.12.2001 року № 171-17/01. Перебуває у віданні ДП «Сокирянський лісгосп» (Сокирянське лісництво, кв. 39, вид. 6). 
Статус присвоєно для збереження цінних насаджень липи сріблястої. Ділянка розташована серед лісового масиву, в деревостані якого переважають насадження дуба.